# Anhalt-Arena
La Anhalt-Arena est un hall omnisports situé à Dessau-Roßlau, en Saxe-Anhalt, où évolue le club de handball du SC Magdebourg, club évoluant en Bundesliga.